# Wagowo
Wagowo ist ein Dorf der Gemeinde Pobiedziska im Powiat Poznański in der Woiwodschaft Großpolen im westlichen Zentral-Polen mit einem Schulzenamt. Der Ort befindet sich etwa 5 km südöstlich von Pobiedziska und 27 km östlich der Landeshauptstadt Poznań.

## Geschichte
Der Ort gehörte nach der Zweiten Teilung Polens 1793 zum Kreis Schroda und ab 4. Januar 1900 zum Kreis Posen-Ost. Das Gemeindelexikon für das Königreich Preußen von 1905 gibt für den Ort 29 bewohnte Häuser auf 173,3 ha Fläche an. Die 254 Bewohner teilten sich auf in 52 deutschsprechende Protestanten, sowie einen mit polnischer Muttersprache und 183 polnischsprechende Katholiken, sowie acht mit deutscher Muttersprache. Sie teilten sich auf 46 Mehrpersonenhaushalte und drei Bewohner mit eigenem Haushalt auf. Die evangelische Gemeinde gehörte zum Kirchspiel Nekla Hauland (Kreis Schroda), die katholische zum Kirchspiel Pudewitz. Für den 1. Januar 1908 wird angegeben, dass der Ort Teil des Polizeidistriktes Pudewitz war. Am 1. Dezember 1910 hatte der Ort 255 Einwohner. Mit der Besetzung durch Deutschland im Zweiten Weltkrieg wurde der Ort in „Utenhagen“ umbenannt.
In den Jahren 1975 bis 1998 gehörte der Ort zur Woiwodschaft Posen. Zum Schulzenamt gehören auch die Orte Czachurki, Jezierce und Wiśniewo.